# نيك هندري
نيك هندري (بالإنجليزية: Nick Hendry) (1887 في المملكة المتحدة - 9 أبريل 1949) هو لاعب كرة قدم بريطاني (وحمل سابقاً جنسية المملكة المتحدة لبريطانيا العظمى وأيرلندا) في مركز حراسة المرمى. لعب مع نادي دونكاستر روفرز ونادي ميدلزبره ونادي يورك سيتي وهال سيتي ودارلينجتون إف سى.